# ماساهیکو تسوگاوا
ماساهیکو تسوگاوا (انگلیسی: Masahiko Tsugawa؛ زادهٔ ۲ ژانویهٔ ۱۹۴۰ – درگذشتهٔ ۴ اوت ۲۰۱۸) کارگردان و بازیگر ژاپنی بود.